# Postfordismus

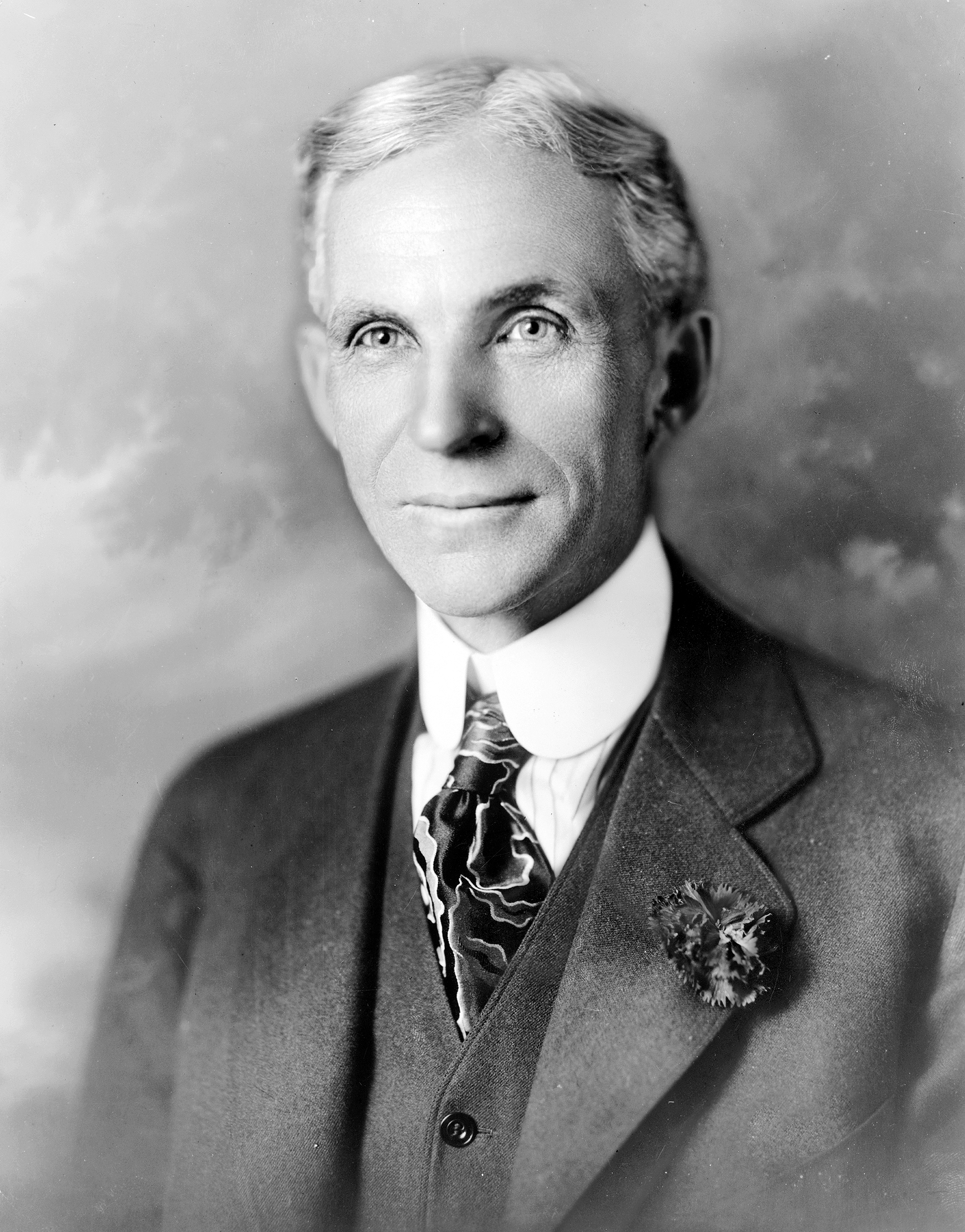
Henry Ford (cca rok 1919)

Postfordismus je způsob fungování firmy vzniklý z fordismu, přičemž se od něho odlišuje několika znaky.

## Popis
Období postfordismu přišlo v období po hospodářské krizi na počátku 70. let 20. století. V postfordistickém fungování firmy jsou využity moderní technologie a vysoce kvalifikovaní pracovníci, kteří získali svoje dovednosti zejména vykonáváním dané činností v dané firmě. Kvalifikace pracovníků je spojena s vysokými náklady, výsledky práce a využívání pracovní doby není snadno monitorovatelné. Vysokými mzdami si takové firmy snaží udržet svoje zaměstnance a motivuje je tím k vyšší efektivitě a brání tím jejich odchodu do jiných firem.

## Kritika
Francouzský ekonom Aglietta tvrdí, že zvýšená flexibilita, jenž je spojována s novými formami postfordistické regulace, se vyskytovala již v období fordismu, proto se tedy jedná pouze o neofordismus.

## Znaky postfordismu
- Menší zájem o produkty masové produkce
- Větší zájem o specializované výrobky vyšší kvality
- Kratší produkční doba pro specializované výrobky
- Nové technologie
- Kvalifikovaní pracovníci
- Otevřenější profesní struktura
- Decentralizace práce[1]